# La bottega dell'orefice
La bottega dell'orefice è un film del 1989 prodotto da Mario Bregni e Piero Bregni, diretto da Michael Anderson e tratto dal dramma in tre tempi di Andrzej Jawien (pseudonimo di Karol Józef Wojtyła).

## Trama
Nel 1939, a Cracovia in Polonia, un orefice  apre la sua bottega e, come primo cliente, riceve padre Adam, un giovane prete cattolico in tenuta da escursionista, che ritira un orologio. Fuori, nella piazza principale della città, un gruppo di ragazzi e ragazze attende il prete per fare con lui una gita in montagna. Tra loro vi sono Stephan, studente di medicina; Andrew, architetto, ma anche volontario dell'esercito; Anna, figlia di un docente universitario di Varsavia; Teresa che studia pianoforte. Al campo sui monti Tatra, Stephan corteggia Anna, e, in un momento in cui il gruppo si divide a causa di un richiamo che echeggia nella valle, tra Andrew e Teresa si stabilisce una profonda quanto improvvisa intesa.
In seguito i quattro giovani vanno insieme al cinema e, prima del film, viene proiettato un cinegiornale che parla di Hitler e Mussolini, dell'asse Roma – Berlino e del patto d'acciaio da poco stipulato. Dopo l'annessione dell'Austria e l'occupazione della Boemia e della Moravia, si teme l'aggressione della Germania alla Polonia, e Stephan, il quale ha uno zio in Canada che gli ha offerto il suo aiuto per completare gli studi a Montréal, pensa di sposare Anna e di lasciare il paese.
Andrew, dopo essersi fermato con Teresa davanti alla vetrina dell'orefice in cui sono esposte due fedi nuziali, le propone di essere la compagna della sua vita e lei, dopo un'iniziale esitazione, esprime il suo "sì". Entrano poi nella gioielleria. L'orefice prende le fedi dalla vetrina e, mentre le pesa, tiene loro un discorso su ciò che quegli anelli rappresentano. Lo stesso orefice, prevenendo la decisione dei due giovani, stabilisce la data da incidere sugli anelli: il 15 agosto.
Così, nonostante i venti di guerra, le due coppie contraggono matrimonio. Stephan emigra in Canada con la moglie, mentre Andrew, due settimane dopo le nozze, è chiamato a difendere la patria.
Intanto, a  Montréal, Stephan e Anna assistono sgomenti alla proiezione di un cinegiornale che racconta l'invasione tedesca della Polonia. Padre Adam, mentre in veste di cappellano militare si aggira tra i feriti, trova Andrew morente. Dopo avergli dato l'estrema unzione e avergli chiuso gli occhi, va da Teresa e, senza dire parola, le consegna la fede del marito. Lei rivela di aspettare un figlio, e padre Adam dice che Andrew sperava che questo accadesse.
Nel 1947 anche Teresa lascia la Polonia con il piccolo Christopher e va a vivere a Montréal, dove, nel frattempo, è nata Monica, la figlia di Stephan e Anna. Questi ultimi vivono una vita agiata, Stephan è un medico affermato e Anna mette al mondo altri due figli. Teresa, invece, dà lezioni di pianoforte, e in seguito entra a far parte di una grande orchestra.
Nel 1962 l'orchestra prepara una tournée estiva in Europa che farà tappa anche a Cracovia. Christopher frequenta l'università, gioca ad hockey ed esce con Monica, dedita alla danza classica. Tra i due c'è più che un'affettuosa amicizia, ma mentre Chris è innamorato, lei ha paura di aprirsi ad una relazione impegnativa. I rapporti tra i genitori di Monica si sono progressivamente raffreddati e il loro matrimonio è in crisi. L'incertezza di Monica riguardo al futuro nasce proprio dall'aria pesante che si respira in famiglia.
Anna, inquieta, entra in una gioielleria e dice ad un orefice sorprendentemente somigliante al suo omologo di Cracovia che vuole vendere la fede nuziale, ma l'orefice, poggiandola sulla sua particolare bilancia, le risponde che, da solo, quell'anello non vale nulla.
Dopo l'ennesimo litigio dei genitori, Monica incontra Christopher e demolisce ogni sua aspettativa perché non vuole sposarsi né con lui né con altri. Saputo ciò, Teresa pensa che Monica voglia dedicarsi interamente alla danza, ma lei le rivela che il ballo è solo un'evasione da casa, per stare lontana da due persone che stanno distruggendo la loro vita e la sua.
A un passo dalla rottura e dal tradimento, Anna incontra padre Adam, che si trova a Montréal per un congresso ecclesiale sul Concilio Vaticano. Il prete le parla del vero amore, dell'eternità dell'uomo, del bisogno di Dio. Tornata a casa, Anna trova inaspettatamente ad attenderla Stephan, e i due, riconoscendosi entrambi in errore, si ritrovano. L'indomani, grazie anche ad una visita di Teresa, Monica può rendersi conto del cambiamento intervenuto, e viene incoraggiata dal padre ad aprirsi alla vita.
Chris, dopo la partenza della madre per l'Europa, tenta di riconquistare Monica e, presentatosi in teatro durante la prova generale del balletto, la interrompe con un applauso diretto alla ragazza. Questo provoca la reazione del coreografo che lo caccia fuori, mentre Monica fugge dal palcoscenico. Subito dopo, raggiunta la ragazza, le propone di sposarsi in Polonia e le mostra i biglietti che ha già acquistato per il viaggio. Monica è interdetta, ma infine dice il suo "sì".
A Cracovia i due giovani acquistano gli anelli per le nozze dall'orefice del quale hanno sentito parlare da Teresa. Nel frattempo, oltre alla stessa Teresa giunta con l'orchestra, sono arrivati anche i genitori di Monica ed è rientrato padre Adam. Viene celebrato il matrimonio e gli sposi partono in viaggio di nozze.
La sera del concerto, mentre le note del pianoforte accompagnato dai violini giungono fin nella piazza, l'orefice chiude l'antica bottega.

## Produzione
I produttori sono Mario Bregni e Piero Bregni.
Il film è stato girato a Cracovia, in particolare nella centrale piazza del Mercato dove si trova la bottega dell'orefice e nel cortile del castello del Wawel dove si tiene il concerto, sui monti Tatra e a Montréal.